# Celso López Gavela
Celso López Gavela   (Ibias, 10 de desembre de 1925 - Ponferrada, 9 de març de 2018) va ser un polític espanyol.
Llicenciat en Dret, i membre del PSOE, va ser senador per designació de les Corts de Castella i Lleó en la II i III legislatura i senador electe per Circumscripció electoral de Lleó en la IV legislatura, procurador de les Corts de Castella i Lleó (1983-1989) i va ser el primer alcalde després de la dictadura a Ponferrada (1979-1995). Va ser President del Partit Socialista de Castella i Lleó (1988-1994).
En 2014 va tenir lloc la seva última aparició pública, quan un pont de Ponferrada va ser batejat amb el seu nom, en un acte d'homenatge impulsat per l'Ajuntament de Ponferrada, governat per Samuel Folgueral.
Després d'un empitjorament del seu estat, va morir a la seva casa de Ponferrada, com era el seu desig.